# Succieu
Succieu é uma comuna francesa na região administrativa de Auvérnia-Ródano-Alpes, no departamento de Isère. Estende-se por uma área de 8,35 km². Em 2010 a comuna tinha 754 habitantes (densidade: 90,3 hab./km²).